# Capnella rubiformis
Capnella rubiformis är en korallart som beskrevs av author unknown. Capnella rubiformis ingår i släktet Capnella och familjen Nephtheidae. Inga underarter finns listade i Catalogue of Life.